# HD120198
HD120198 — хімічно пекулярна зоря спектрального класу
A0 й має  видиму зоряну величину в смузі V приблизно  5,7.
Вона  розташована на відстані близько 281,7 світлових років від Сонця.

## Фізичні характеристики
Зоря HD120198 обертається 
досить швидко 
навколо своєї осі. Проєкція її екваторіальної швидкості на промінь зору становить  Vsin(i)= 54км/сек.
Телескоп Гіппаркос зареєстрував  фотометричну змінність  даної зорі з періодом    1,39 доби в межах від  Hmin= 5,69 до  Hmax= 5,66.

## Пекулярний хімічний склад
Зоряна атмосфера HD120198 має підвищений вміст 
Eu
.

## Магнітне поле
Спектр даної зорі вказує на наявність магнітного поля у її зоряній атмосфері.
Напруженість повздовжної компоненти поля оціненої з аналізу
крил ліній Бальмера
становить  823,1± 360,0 Гаус.